# Palermo Football Club 2020-2021
Questa voce raccoglie le informazioni riguardanti il Palermo Football Club nelle competizioni ufficiali della stagione 2020-2021.

## Stagione
Dopo un solo anno tra i dilettanti il Palermo affronta la prima stagione tra i professionisti della nuova proprietà targata Mirri - Di Piazza. L'intero campionato, caratterizzato dalla totale assenza di pubblico a causa della pandemia Covid-19, si apre con il cambio nome della società, che viene riportato al vecchio "Palermo Football Club", nome molto amato dalla tifoseria rosanero.
Il Palermo saluta il tecnico della ripartenza Rosario Pergolizzi e si affida a Roberto Boscaglia, allenatore esperto della categoria. La campagna estiva è caratterizzata da numerose cessioni ed acquisti mirati. L'attacco rosanero investe su profili di esperienza come l'attaccante palermitano Andrea Saraniti, l'esterno offensivo Nicola Valente e profili di prospettiva come Andrea Silipo e Nicola Rauti, oltre che alla conferma di Lorenzo Lucca come faro del reparto offensivo. A centrocampo arrivano profili del calibro di Jeremie Broh dal Sassuolo e gli svincolati Moses Odjer e Gregorio Luperini. La difesa viene puntellata con pochi innesti di qualità, tra cui Ivan Marconi a titolo definitivo dal Monza.
La partenza dei rosanero in campionato non è delle migliori con quattro sconfitte, quattro pareggi e due sole vittorie nelle prime dieci giornate. Risultati che relegano i rosanero in piena lotta per la salvezza. Tuttavia, una fase di ripresa nella seconda metà del girone di andata consente alla squadra di risalire fino al nono posto. Da segnalare lo storico derby contro il Catania, giocato al Renzo Barbera il 9 novembre 2020, caratterizzato dalla totale assenza di riserve per la squadra di Boscaglia, che giocherà con undici effettivi in campo più un portiere di riserva in panchina, riuscendo comunque a strappare un punto ai più esperti cugini.
La sessione invernale di mercato è caratterizzata dal solo acquisto del centrocampista Francesco De Rose, a titolo definitivo dalla Reggina.
Il girone di ritorno del Palermo, ancora una volta, non si apre nel migliore dei modi, tanto che al termine della 27ª giornata, in seguito alla sconfitta esterna per 1-0 contro la Viterbese, il tecnico Roberto Boscaglia viene esonerato per fare spazio all'allenatore in seconda Giacomo Filippi. La squadra alterna convincenti vittorie a sconfitte che lasciano l'amaro in bocca all'ambiente rosanero. Ancora una volta, è il derby contro i cugini del Catania a dare soddisfazione alla tifoseria palermitana, grazie alla vittoria esterna per 1-0 al Massimino con l'unica rete realizzata dalla bandiera Mario Alberto Santana. Nonostante il percorso altalenante la squadra di Filippi regge la pressione delle ultime giornate, inanellando ben quattro vittorie e due pareggi nelle ultime sei parite della stagione. Il piazzamento finale è un sorprendente settimo posto, posizione mai occupata prima durante l'intera stagione, che consente ai rosanero di accedere ai Play Offs.
Dopo aver eliminato Teramo in casa e Juve Stabia in trasferta nei primi due turni i rosanero accedono alla fase nazionale. Qui saranno eliminati dall'Avellino a causa del miglior piazzamento degli irpini al termine del doppio confronto (1-0 per i rosanero al Barbera e 1-0 per i biancoverdi al Partenio).
Nota di merito dell'intera stagione è l'esplosione del talento offensivo di Lorenzo Lucca, che metterà a segno 13 reti in 27 presenze complessive nella sua ultima stagione rosanero prima del passaggio, nell'estate 2021, al Pisa.

## Divise e sponsor
Anche per la stagione 2020-2021, come per la precedente, lo sponsor tecnico è Kappa, che lo era già stato dalla stagione 1996-1997 fino alla stagione 1998-1999. Per questo campionato vengono presentate solo due maglie da gioco più una celebrativa utilizzata in occasione del 120º anniversario della società rosanero. 
Come prima divisa Kappa propone una maglia estremamente semplice e simile nel design a quella della precedente stagione. A cambiare è principalmente la tonalità del rosa, molto più accentuata rispetto alla proposta dell'anno della serie D. Il richiamo alle ali dell'aquila stilizzata nel nuovo logo viene confermata, ma inserita tono su tono rosa. La seconda divisa è nera, identica nel design alla prima maglia, ma con tonalità invertire e con l'assenza del richiamo al logo. La maglia celebrativa per il 120º anniversario affonda le sue radici nella storia rosanero ed è ispirata ai colori bianco e blu del Racing FBC, il club che permise la ripartenza del calcio palermitano alla fine della prima guerra mondiale. La divisa è stata utilizzata in una sola occasione: il pareggio interno per 1-1 contro il Bari alla diciassettesima giornata di campionato.
| Casa | Trasferta | 120º anniversario |

## Organizzazione
Organigramma societario
- Presidente: Dario Mirri
- Amministratore Delegato: Rinaldo Sagramola
- Segretario Generale: Giuseppe Li Vigni
- Direttore Sportivo: Renzo Castagnini
- Responsabile Settore Giovanile: Rosario Argento, poi Leandro Rinaudo (in precedenza Direttore Tecnico Settore Giovanile)
- Team Manager e Addetto Stampa: Andrea Siracusa
- Delegato per la gestione dell'evento: Antonino Lentini
- SLO: Francesco Meli
- Responsabile Marketing: Gaetano Lombardo
- Responsabile Merchandising: Riccardo Montesanto
- Social Media Manager: Marco Sirchia

Staff Tecnico
- Allenatore: Roberto Boscaglia (fino al 27 febbraio 2021), poi Giacomo Filippi
- Allenatore in seconda: Giacomo Filippi (fino al 27 febbraio 2021), poi Fabio Levacovich (dal 10 marzo 2021)
- Collaboratore Tecnico: Emanuele Lupo
- Preparatore dei portieri: Michele Marotta
- Preparatori Atletici: Marco Nastasi, Marco Petrucci

Staff Medico
- Responsabile Sanitario: Dott. Roberto Matracia
- Medico Sociale: Dott. Giuseppe Puleo
- Fisioterapisti: Gianluca Chinnici, Claudio Fici, Marcello Marcianò
- Nutrizionistra: Leandro Carollo
- Podologo: Alberto Croce

## Rosa
Rosa e numerazione sono aggiornate al 24 aprile 2021.
| N. |                      | Ruolo | Calciatore               |
| -- | -------------------- | ----- | ------------------------ |
| 1  | Italia (bandiera)    | P     | Alberto Pelagotti        |
| 2  | Albania (bandiera)   | D     | Masimiliano Doda         |
| 3  | Italia (bandiera)    | D     | Niccolò Corrado          |
| 4  | Italia (bandiera)    | D     | Andrea Accardi           |
| 5  | Italia (bandiera)    | C     | Andrea Palazzi           |
| 6  | Italia (bandiera)    | D     | Roberto Crivello         |
| 7  | Italia (bandiera)    | A     | Roberto Floriano         |
| 8  | Francia (bandiera)   | C     | Malaury Martin           |
| 9  | Italia (bandiera)    | A     | Andrea Saraniti          |
| 10 | Italia (bandiera)    | A     | Andrea Silipo            |
| 11 | Argentina (bandiera) | A     | Mario Santana (capitano) |
| 12 | Italia (bandiera)    | P     | Mattia Fallani           |
| 13 | Italia (bandiera)    | D     | Edoardo Lancini          |
| 14 | Italia (bandiera)    | A     | Nicola Valente           |
| 15 | Italia (bandiera)    | D     | Ivan Marconi             |

| N. |                    | Ruolo | Calciatore        |
| -- | ------------------ | ----- | ----------------- |
| 16 | Italia (bandiera)  | D     | Manuel Peretti    |
| 17 | Italia (bandiera)  | A     | Lorenzo Lucca     |
| 18 | Italia (bandiera)  | C     | Salvatore Florio  |
| 18 | Italia (bandiera)  | C     | Francesco De Rose |
| 19 | Ghana (bandiera)   | C     | Moses Odjer       |
| 20 | Senegal (bandiera) | A     | Mamadou Kanoute   |
| 21 | Italia (bandiera)  | C     | Jérémie Broh      |
| 22 | Italia (bandiera)  | P     | Marco Matranga    |
| 23 | Italia (bandiera)  | A     | Nicola Rauti      |
| 24 | Italia (bandiera)  | D     | Michele Somma     |
| 25 | Italia (bandiera)  | D     | Christian Cangemi |
| 26 | Gambia (bandiera)  | D     | Bubacarr Marong   |
| 27 | Italia (bandiera)  | C     | Gregorio Luperini |
| 29 | Italia (bandiera)  | D     | Alberto Almici    |
| 30 | Italia (bandiera)  | P     | Giorgio Faraone   |

## Calciomercato

### Sessione estiva(dall'1/9/20 al 5/10/20)
| Acquisti | Acquisti        | Acquisti  | Acquisti                                             |
| R.       | Nome            | da        | Modalità                                             |
| -------- | --------------- | --------- | ---------------------------------------------------- |
| D        | Niccolò Corrado | Inter     | prestito con diritto di riscatto e controriscatto    |
| D        | Ivan Marconi    | Monza     | definitivo                                           |
| D        | Manuel Peretti  | Verona    | riscatto prestito con diritto di recompra (300.000€) |
| D        | Michele Somma   |           | svincolato                                           |
| C        | Jérémie Broh    | Sassuolo  | definitivo                                           |
| C        | Moses Odjer     |           | svincolato                                           |
| C        | Andrea Palazzi  | Monza     | prestito                                             |
| A        | Mamadou Kanoute | Catanzaro | definitivo                                           |
| A        | Nicola Rauti    | Torino    | prestito                                             |
| A        | Andrea Saraniti | Lecce     | definitivo                                           |
| A        | Andrea Silipo   | Roma      | riscatto prestito con diritto di recompra (500.000€) |
| A        | Nicola Valente  |           | svincolato                                           |

| Cessioni | Cessioni              | Cessioni | Cessioni      |
| R.       | Nome                  | a        | Modalità      |
| -------- | --------------------- | -------- | ------------- |
| C        | Erdis Kraja           | Atalanta | fine prestito |
| C        | Christian Langella    | Pisa     | fine prestito |
| C        | Luigi Mendola         | Vibonese | fine prestito |
| A        | Mattia Felici         | Lecce    | fine prestito |
| P        | Gabriele Corallo      |          | svincolato    |
| D        | Francesco Vaccaro     |          | svincolato    |
| C        | Danilo Ambro          |          | svincolato    |
| C        | Gianmarco Corsino     |          | svincolato    |
| C        | Juan Mauri            |          | svincolato    |
| C        | Andrea Rizzo Pinna    |          | svincolato    |
| A        | Andrea Ferrante       |          | svincolato    |
| A        | Luca Ficarrotta       |          | svincolato    |
| A        | Raimondo Lucera       |          | svincolato    |
| A        | Giovanni Ricciardo    |          | svincolato    |
| A        | Ferdinando Sforzini   |          | svincolato    |
| C        | Alessandro Martinelli |          | ritirato      |

### Trasferimenti dal mercato degli svincolati(dal 6/10/20 al 3/1/21)
| Acquisti | Acquisti          | Acquisti | Acquisti   |
| R.       | Nome              | da       | Modalità   |
| -------- | ----------------- | -------- | ---------- |
| D        | Alberto Almici    |          | svincolato |
| C        | Gregorio Luperini |          | svincolato |

### Sessione invernale(dal 4/1/21 all'1/2/21)
| Acquisti | Acquisti          | Acquisti | Acquisti   |
| R.       | Nome              | da       | Modalità   |
| -------- | ----------------- | -------- | ---------- |
| C        | Francesco De Rose | Reggina  | definitivo |

| Cessioni | Cessioni          | Cessioni   | Cessioni |
| R.       | Nome              | a          | Modalità |
| -------- | ----------------- | ---------- | -------- |
| D        | Christian Cangemi | FC Messina | prestito |

## Risultati

### Serie C

#### Girone di andata
| Arbitro: | Maranesi (Ciampino) |

|                                 |           |  |
| Santoro 57’ D. Di Francesco 80’ | Marcatori |  |

| Arbitro: | Bitonti (Bologna) |

|              |           |  |
| Luperini 86’ | Marcatori |  |

| Terni 7 ottobre 2020, ore 15:00 CEST 3ª giornata | Ternana          | 0 – 0 referto | Palermo | Stadio Libero Liberati (0 spett.)\| Arbitro: \| Gualtieri (Asti) \| |
| Arbitro:                                         | Gualtieri (Asti) |               |         |                                                                     |

| Arbitro: | Marcenaro (Genova) |

|  |           |                        |
|  | Marcatori | 20’ D'Angelo 57’ Fella |

| Arbitro: | Ricci (Firenze) |

|                         |           |              |
| Maimone 18’ Mansour 33’ | Marcatori | 87’ Luperini |

| Arbitro: | Galipò (Firenze) |

|  |           |                |
|  | Marcatori | 90+5’ Pandolfi |

| Arbitro: | Perenzoni (Rovereto) |

|                   |           |                   |
| Evacuo 74’ (rig.) | Marcatori | 88’ (aut.) Evacuo |

| Arbitro: | Cascone (Nocera Inferiore) |

|                               |           |                                       |
| Lucca 57’, 90+1’ Saraniti 76’ | Marcatori | 65’ Simonelli 68’ Tounkara 81’ Mbende |

| Arbitro: | Zufferli (Udine) |

|             |           |              |
| Kanoute 15’ | Marcatori | 80’ Pecorino |

| Arbitro: | Carella (Bari) |

|                       |           |                          |
| Mastalli 90+6’ (rig.) | Marcatori | 5’ Saraniti 73’ Floriano |

| Arbitro: | Natilla (Molfetta) |

|                        |           |               |
| Rauti 11’ Saraniti 33’ | Marcatori | 52’ Schiavino |

| 22 novembre 2020 12ª giornata |  | – Turno di riposo Palermo |  |  |

| Arbitro: | Vigile (Cosenza) |

|                                               |           |  |
| Almici 20’ (rig.) I. Marconi 23’ Saraniti 75’ | Marcatori |  |

| Arbitro: | Angelucci (Foligno) |

|                        |           |  |
| D'Andrea 17’ Rocca 36’ | Marcatori |  |

| Arbitro: | Cosso (Reggio Calabria) |

|                     |           |  |
| Rauti 19’ Lucca 71’ | Marcatori |  |

| Vibo Valentia 20 dicembre 2020, ore 15:00 CET 16ª giornata | Vibonese                   | 0 – 0 referto | Palermo | Stadio Luigi Razza (0 spett.)\| Arbitro: \| Garofalo (Torre del Greco) \| |
| Arbitro:                                                   | Garofalo (Torre del Greco) |               |         |                                                                           |

| Arbitro: | Feliciani (Teramo) |

|           |           |            |
| Lucca 88’ | Marcatori | 45’ D'Ursi |

| Arbitro: | Maranesi (Ciampino) |

|  |           |             |
|  | Marcatori | 90+2’ Rauti |

| Arbitro: | N. Marini (Trieste) |

|             |           |                           |
| Valente 37’ | Marcatori | 67’ Castorani 87’ Ciccone |

#### Girone di ritorno
| Arbitro: | Pashuku (Albano Laziale) |

|           |           |              |
| Lucca 30’ | Marcatori | 20’ Birligea |

| Potenza 30 gennaio 2021, ore 12:30 CET 21ª giornata | Potenza                            | 0 – 0 referto | Palermo | Stadio Alfredo Viviani (0 spett.)\| Arbitro: \| Carrione (Castellammare di Stabia) \| |
| Arbitro:                                            | Carrione (Castellammare di Stabia) |               |         |                                                                                       |

| Arbitro: | Tremolada (Monza) |

|           |           |              |
| Lucca 46’ | Marcatori | 73’ Falletti |

| Arbitro: | Gualtieri (Asti) |

|                  |           |  |
| L. Silvestri 50’ | Marcatori |  |

| Arbitro: | Bordin (Bassano del Grappa) |

|                             |           |          |
| Lucca 14’, 84’ Luperini 37’ | Marcatori | 7’ Rocco |

| Arbitro: | Bitonti (Bologna) |

|            |           |                |
| Romano 45’ | Marcatori | 17’, 48’ Lucca |

| Arbitro: | Di Graci (Como) |

|              |           |                          |
| Floriano 31’ | Marcatori | 27’ Verna 80’ Martinelli |

| Arbitro: | Fiero (Pistoia) |

|             |           |  |
| Adopo 45+3’ | Marcatori |  |

| Arbitro: | Marcenaro (Genova) |

|  |           |             |
|  | Marcatori | 60’ Santana |

| Arbitro: | Cudini (Fermo) |

|                  |           |                                              |
| Luperini 6’, 83’ | Marcatori | 27’ Berardocco 48’ Fantacci 67’, 71’ Marotta |

| Arbitro: | Panettella (Bari) |

|  |           |              |
|  | Marcatori | 60’ Floriano |

| 17 marzo 2021 31ª giornata |  | – Turno di riposo Palermo |  |  |

| Arbitro: | Luciani (Roma) |

|                              |           |           |
| De Paoli 88’ Viteritti 90+3’ | Marcatori | 29’ Somma |

| Arbitro: | F. Longo (Paola) |

|             |           |  |
| Valente 81’ | Marcatori |  |

| Arbitro: | Maranesi (Ciampino) |

|                              |           |                      |
| Cuppone 44’ Buschiazzo 90+1’ | Marcatori | 2’, 13’, 45+1’ Lucca |

| Palermo 10 aprile 2021, ore 15:00 CEST 35ª giornata | Palermo          | 0 – 0 referto | Vibonese | Stadio Renzo Barbera (0 spett.)\| Arbitro: \| Emmanuele (Pisa) \| |
| Arbitro:                                            | Emmanuele (Pisa) |               |          |                                                                   |

| Arbitro: | Cosso (Reggio Calabria) |

|                           |           |                                 |
| Mercurio 75’ Perrotta 90’ | Marcatori | 31’ (rig.) Floriano 55’ Santana |

| Arbitro: | Delrio (Reggio Emilia) |

|                                   |           |                     |
| Lancini 26’ Valente 31’ Rauti 82’ | Marcatori | 9’ Bubas 76’ Matera |

| Arbitro: | Crezzini (Siena) |

|              |           |                             |
| Nunzella 21’ | Marcatori | 30’, 41’ Valente 60’ Silipo |

### Play-off

#### Play-off del girone
| Arbitro: | N. Marini (Trieste) |

|                                 |           |  |
| Floriano 9’ (rig.) Luperini 44’ | Marcatori |  |

| Arbitro: | Ricci (Firenze) |

|  |           |                          |
|  | Marcatori | 18’ Valente 66’ Saraniti |

#### Fase nazionale
| Arbitro: | Gualtieri (Asti) |

|                     |           |  |
| Floriano 87’ (rig.) | Marcatori |  |

| Arbitro: | Zufferli (Udine) |

|              |           |  |
| D'Angelo 33’ | Marcatori |  |

## Statistiche

### Statistiche di squadra
| Competizione | Punti | In casa | In casa | In casa | In casa | In casa | In casa | In trasferta | In trasferta | In trasferta | In trasferta | In trasferta | In trasferta | Totale | Totale | Totale | Totale | Totale | Totale | DR |
| Competizione | Punti | G       | V       | N       | P       | Gf      | Gs      | G            | V            | N            | P            | Gf           | Gs           | G      | V      | N      | P      | Gf     | Gs     | DR |
| ------------ | ----- | ------- | ------- | ------- | ------- | ------- | ------- | ------------ | ------------ | ------------ | ------------ | ------------ | ------------ | ------ | ------ | ------ | ------ | ------ | ------ | -- |
| Serie C      | 53    | 18      | 7       | 6       | 5       | 26      | 22      | 18           | 7            | 5            | 6            | 18           | 18           | 36     | 14     | 11     | 11     | 44     | 40     | +4 |
| Play-off     | -     | 2       | 2       | 0       | 0       | 3       | 0       | 2            | 1            | 0            | 1            | 2            | 1            | 4      | 3      | 0      | 1      | 5      | 1      | +4 |
| Totale       | -     | 20      | 9       | 6       | 5       | 29      | 22      | 20           | 8            | 5            | 7            | 20           | 19           | 40     | 17     | 11     | 12     | 49     | 41     | +8 |

### Andamento in campionato
| Giornata  | 1  | 2  | 3  | 4  | 5  | 6  | 7  | 8  | 9  | 10 | 11 | 12 | 13 | 14 | 15 | 16 | 17 | 18 | 19 | 20 | 21 | 22 | 23 | 24 | 25 | 26 | 27 | 28 | 29 | 30 | 31 | 32 | 33 | 34 | 35 | 36 | 37 | 38 |
| --------- | -- | -- | -- | -- | -- | -- | -- | -- | -- | -- | -- | -- | -- | -- | -- | -- | -- | -- | -- | -- | -- | -- | -- | -- | -- | -- | -- | -- | -- | -- | -- | -- | -- | -- | -- | -- | -- | -- |
| Luogo     | T  | C  | T  | C  | T  | C  | T  | C  | C  | T  | C  | -  | C  | T  | C  | T  | C  | T  | C  | C  | T  | C  | T  | C  | T  | C  | T  | T  | C  | T  | -  | T  | C  | T  | C  | T  | C  | T  |
| Risultato | P  | V  | N  | P  | P  | P  | N  | N  | N  | V  | V  | -  | V  | P  | V  | N  | N  | V  | P  | N  | N  | N  | P  | V  | V  | P  | P  | V  | P  | V  | -  | P  | V  | V  | N  | N  | V  | V  |
| Posizione | 18 | 19 | 15 | 17 | 19 | 18 | 18 | 19 | 19 | 17 | 11 | 12 | 10 | 11 | 10 | 10 | 10 | 9  | 9  | 9  | 9  | 10 | 11 | 8  | 8  | 9  | 9  | 9  | 10 | 9  | 9  | 10 | 10 | 9  | 9  | 9  | 8  | 7  |

Fonte:  Classifica Serie C - Girone C, su lega-pro.com.
Legenda:

Luogo: C = Casa; T = Trasferta. Risultato: R = Rinviata; V = Vittoria; N = Pareggio; P = Sconfitta.
- = Turno di riposo.

Nota: Per preservare l'evoluzione cronologica si procede come segue:
- quando una gara viene rinviata in una determinata giornata, si assume che la squadra abbia passato un turno di riposo e si tiene conto della posizione assunta al termine della giornata stessa;
- quando la gara rinviata viene recuperata, la posizione assunta dalla squadra verrà aggiornata al termine della giornata immediatamente successiva. A causa delle partite rinviate, dunque, è possibile che il piazzamento assunto dalla squadra in una determinata giornata non rispecchi il risultato ottenuto nella giornata stessa, soprattutto ad inizio campionato, quando le posizioni in classifica variano molto frequentemente.

### Statistiche dei giocatori
Una doppia ammonizione e la conseguente espulsione sono conteggiate come un singolo cartellino rosso.
Sono in corsivo i calciatori che hanno lasciato la società a stagione in corso.
| Giocatore    | Serie C  | Serie C | Serie C     | Serie C    | Play-off | Play-off | Play-off    | Play-off   | Totale   | Totale | Totale      | Totale     |
| Giocatore    | Presenze | Reti    | Ammonizioni | Espulsioni | Presenze | Reti     | Ammonizioni | Espulsioni | Presenze | Reti   | Ammonizioni | Espulsioni |
| ------------ | -------- | ------- | ----------- | ---------- | -------- | -------- | ----------- | ---------- | -------- | ------ | ----------- | ---------- |
| A. Accardi   | 29       | 0       | 7           | 0          | 4        | 0        | 0           | 0          | 33       | 0      | 7           | 0          |
| A. Almici    | 18       | 1       | 3           | 2          | 1        | 0        | 0           | 0          | 19       | 1      | 3           | 2          |
| J. Broh      | 26       | 0       | 1           | 1          | 2        | 0        | 0           | 0          | 28       | 0      | 1           | 1          |
| C. Cangemi   | -        | -       | -           | -          | -        | -        | -           | -          | -        | -      | -           | -          |
| N. Corrado   | 7        | 0       | 1           | 0          | -        | -        | -           | -          | 7        | 0      | 1           | 0          |
| R. Crivello  | 24       | 0       | 3           | 1          | -        | -        | -           | -          | 24       | 0      | 3           | 1          |
| F. De Rose   | 17       | 0       | 6           | 0          | 4        | 0        | 1           | 0          | 21       | 0      | 7           | 0          |
| M. Doda      | 8        | 0       | 1           | 0          | 4        | 0        | 1           | 0          | 12       | 0      | 2           | 0          |
| M. Fallani   | 0        | 0       | 1           | 0          | -        | -        | -           | -          | 0        | 0      | 1           | 0          |
| G. Faraone   | -        | -       | -           | -          | -        | -        | -           | -          | -        | -      | -           | -          |
| R. Floriano  | 28       | 4       | 2           | 0          | 4        | 2        | 0           | 0          | 32       | 6      | 2           | 0          |
| S. Florio    | -        | -       | -           | -          | -        | -        | -           | -          | -        | -      | -           | -          |
| M. Kanoute   | 31       | 1       | 2           | 0          | 4        | 0        | 0           | 0          | 35       | 1      | 2           | 0          |
| E. Lancini   | 13       | 1       | 4           | 0          | 4        | 0        | 0           | 0          | 17       | 1      | 4           | 0          |
| L. Lucca     | 27       | 13      | 6           | 1          | -        | -        | -           | -          | 27       | 13     | 6           | 1          |
| G. Luperini  | 30       | 5       | 8           | 0          | 3        | 1        | 2           | 0          | 33       | 6      | 10          | 0          |
| I. Marconi   | 25       | 1       | 6           | 2          | 4        | 0        | 2           | 0          | 29       | 1      | 8           | 2          |
| B. Marong    | 5        | 0       | 0           | 0          | 4        | 0        | 0           | 0          | 9        | 0      | 0           | 0          |
| M. Martin    | 12       | 0       | 3           | 0          | -        | -        | -           | -          | 12       | 0      | 3           | 0          |
| M. Matranga  | -        | -       | -           | -          | -        | -        | -           | -          | -        | -      | -           | -          |
| M. Odjer     | 26       | 0       | 12          | 1          | -        | -        | -           | -          | 26       | 0      | 12          | 1          |
| A. Palazzi   | 24       | 0       | 5           | 0          | -        | -        | -           | -          | 24       | 0      | 5           | 0          |
| A. Pelagotti | 36       | -40     | 4           | 0          | 4        | -1       | 0           | 0          | 40       | -41    | 4           | 0          |
| M. Peretti   | 16       | 0       | 2           | 0          | 2        | 0        | 0           | 0          | 18       | 0      | 2           | 0          |
| N. Rauti     | 33       | 4       | 8           | 0          | 1        | 0        | 0           | 0          | 34       | 4      | 8           | 0          |
| M. Santana   | 20       | 2       | 4           | 0          | 4        | 0        | 0           | 0          | 24       | 2      | 4           | 0          |
| A. Saraniti  | 27       | 4       | 8           | 1          | 4        | 1        | 1           | 0          | 31       | 5      | 9           | 1          |
| A. Silipo    | 21       | 1       | 1           | 0          | 4        | 0        | 0           | 0          | 25       | 1      | 1           | 0          |
| M. Somma     | 21       | 1       | 3           | 0          | -        | -        | -           | -          | 21       | 1      | 3           | 0          |
| N. Valente   | 31       | 5       | 3           | 0          | 4        | 1        | 0           | 0          | 35       | 6      | 3           | 0          |

## Giovanili
Primavera
- Allenatore: Antonino Capodicasa
- Preparatore Atletico: Guglielmo Pillitteri
- Preparatore Portieri: Francesco Lo Galbo
- Medico: Roberto De Gregorio
- Fisioterapista: Salvatore Militello
- Dirigenti Accompagnatori: Alfredo Di Forti, Alfredo Stabile

Under 17 Nazionale
- Allenatore: Matteo Di Fiore
- Preparatore Atletico: Gianfranco Sucameli
- Preparatore Portieri: Alessandro Zangara
- Medico: Davide Lo Nardo
- Fisioterapista: Francesco Chiavetta
- Dirigente Accompagnatore: Federico Carniglia

Under 15 Nazionale
- Allenatore: Giovanni Sanfilippo
- Preparatore Atletico: Giovanni Battista Lo Cicero
- Preparatore Portieri: Giuseppe La Spisa
- Medico: Francesco Quartararo
- Fisioterapista: Vincenzo Vallone
- Dirigenti Accompagnatori: Giovanni Nuccio, Manuel Scrimali

Under 14 Regionale
- Allenatore: Giovanni Tarantino
- Preparatore Atletico: Agostino Tolomeo
- Preparatore Portieri: Giuseppe La Spisa
- Medico: Salvatore De Filippo
- Fisioterapista: Mattia Scicolone
- Dirigenti Accompagnatori: Salvatore Vassallo, Salvatore Giangreco

Esordienti 2008
- Allenatore: Emanuele Governale
- Preparatore Atletico: Agostino Tolomeo
- Preparatore Portieri: Daniele Taormina
- Medico: Gesualdo Capuano
- Fisioterapista: Fabio Alcamo
- Dirigente Accompagnatore: Antonello Pace

Esordienti 2009
- Allenatore: Alessandro Mazziotta
- Preparatore Atletico: Agostino Tolomeo
- Preparatore Portieri: Daniele Taormina
- Medico: Gesualdo Capuano
- Fisioterapista: Roberto Bruno
- Dirigente Accompagnatore: Angelo Castelli